# Il triangolo delle Bermude (film)
Il triangolo delle Bermude (El triángulo diabólico de las Bermudas) è un film del 1978 scritto e diretto da René Cardona Jr..
Coproduzione italo-messicana, è uno dei vari film girati negli anni settanta sul tema dei misteri del Triangolo delle Bermude sulla scorta del successo del libro di Charles Berlitz Bermuda, il triangolo maledetto (The Bermuda Triangle, 1974) che mescolano extraterrestri, civiltà scomparse, viaggi nel tempo, orrore e avventura. Il film è interpretato, fra gli altri, da Gloria Guida e John Huston.

## Trama
5 dicembre 1945. Un gruppo di 4 Avengers, il famoso volo 19, decollati da Fort Lauderdale spariscono nell'area del Triangolo delle Bermude. Uno dei piloti, prima che i contatti si perdano, afferma che l'ambiente marino intorno è mutato, che gli strumenti dei velivoli sono impazziti, e inoltre dice di vedere una luce misteriosa.
Stati Uniti, 1978. Un archeologo e un medico, con le rispettive famiglie, affittano uno yacht e si dirigono nel Triangolo delle Bermude. Ma quando vi giungono capitano fatti strani: dalla radio arriva un SOS che sembra lanciato da loro stessi, gli strumenti di bordo danno problemi e per giunta i membri dell'equipaggio ripescano una strana bambola d'epoca, che finisce tra le mani della piccola figlia dell'archeologo. Da quel momento le morti per incidenti si susseguono, la barca perde del tutto l'orientamento e la bambola mostra segni di una malefica vita. Per giunta una giovane pilota sparisce misteriosamente lanciando un SOS simile a quello degli Avengers di 33 anni prima. E sull'imbarcazione qualcuno intuisce la gravità dei fatti: l'aereo, visto sul radar, è stato inghiottito da un altro corpo molto più grande. Intanto la figlia maggiore dell'archeologo, ferita gravemente, viene portata a terra su un gommone, ma a terra non arriverà mai, e una strana luce verde fa sparire gli occupanti dello stesso. Anche lo yacht, ormai quasi deserto, fa la stessa fine, non prima che il capitano sia riuscito a contattare la guardia costiera di dodici anni dopo.

## Produzione
Il film è frutto di una coproduzione tra Italia e Messico.

### Concezione
Alla fine degli anni settanta, in seguito al successo del libro Bermuda, il triangolo maledetto (The Bermuda Triangle, 1974) di Charles Berlitz, il mistero del Triangolo delle Bermude fu un tema caro ai registi fantahorror: Tonino Ricci (con lo pseudonimo di Anthony Richmond) girò Bermude: la fossa maledetta, che condivideva con Cardona la bambola maledetta, le presenze aliene, l'attore Andres Garcia e la guest star d'eccezione, Arthur Kennedy (John Huston per Cardona). Sempre Ricci girò, nello stesso periodo, Incontri con gli umanoidi (anche noto come Uragano sulle Bermude), ancora con Andres Garcia e arricchito da star come Gianni Garko e Gabriele Ferzetti. Il libro di Berlitz ha ispirato anche Bermuda Now... il film (The Bermuda Triangle) del 1979 di Richard Friedenberg.

## Distribuzione
Il film è stato distribuito nelle sale cinematografiche italiane nel mese di febbraio del 1978.

### Data di uscita
Le date di uscita internazionali nel corso degli anni sono state:
- 10 febbraio 1978 in Italia
- 16 marzo 1978 in Messico (El triángulo diabólico de las Bermudas)
- 13 aprile 1978 in Spagna (El triángulo diabólico de las Bermudas)
- 14 aprile 1978 in Francia (Le mystère du triangle des Bermudes)
- 11 agosto 1978 in Germania Ovest (SOS Bermuda-Dreieck)
- 28 settembre 1978 in Colombia (El triángulo diabólico de las Bermudas)
- 16 febbraio 1979 in Danimarca (Mysteriet i dybet)
- 19 ottobre 1979 in Portogallo (O Triângulo Diabólico das Bermudas)

Il film è noto anche con i titoli internazionali The Secrets of the Bermuda Triangle e Devil's Triangle of Bermuda.

## Accoglienza

### Incassi
Si è classificato al 24º posto tra i primi 100 film di maggior incasso della stagione cinematografica italiana 1977-1978.

### Critica
In un articolo apparso sul quotidiano Stampa Sera, pubblicato quando il film uscì nelle sale cinematografiche italiane, viene criticata la regia per non essere riuscita a creare attorno alla storia e ai suoi personaggi l'adeguato clima di suspense e la sceneggiatura per non aver saputo caratterizzare i personaggi che a loro volta sono stati interpretati mediocremente dagli attori. Alla fine dell'articolo il film viene bollato come non di prima serie, raccontato male e fotografato mediocremente.
Fantafilm scrive che si tratta di un "maldestro tentativo di abbozzare un'inchiesta documentaristica sui misteri del "Triangolo maledetto" sotto forma di un racconto drammatico di avventure sul mare. L'intento didattico è soffocato dallo spettacolo, ma lo spettacolo è, a sua volta, banalizzato e frammentato nella rappresentazione orrorifica delle morti che tolgono di mezzo, uno dopo l'altro, tutti i personaggi del film. [...] La sceneggiatura [...] sfiora i temi del soprannaturale [...] e del filone catastrofico [...] senza, peraltro, suscitare troppe emozioni."